# Högtjärnen (Norrbärke socken, Dalarna)
Högtjärnen är en sjö i Smedjebackens kommun i Dalarna och ingår i Norrströms huvudavrinningsområde. Sjön har en area på 0,15 kvadratkilometer och ligger 118,2 meter över havet.

## Delavrinningsområde
Högtjärnen ingår i det delavrinningsområde (666276-148655) som SMHI kallar för Utloppet av Norra Barken. Medelhöjden är 165 meter över havet och ytan är 121,37 kvadratkilometer. Räknas de 94 avrinningsområdena uppströms in blir den ackumulerade arean 1 922,79 kvadratkilometer. Kolbäcksån som avvattnar avrinningsområdet har biflödesordning 3, vilket innebär att vattnet flödar genom totalt 3 vattendrag innan det når havet efter 227 kilometer. Avrinningsområdet består mestadels av skog (63 procent). Avrinningsområdet har 22,38 kvadratkilometer vattenytor vilket ger det en sjöprocent på 18,4 procent. Bebyggelsen i området täcker en yta av 3,15 kvadratkilometer eller 3 procent av avrinningsområdet.